# Васту-шастра
Ва́сту-ша́стра (санскр. वास्तु शास्त्र, IAST: vāstu śāstra «наука строительства», «архитектура») — традиционная индуистская система архитектурного планирования и дизайна. Преимущественно используется в индуистской архитектуре, но также находит широкое применение в скульптуре, танцах и поэзии. Основателем Васту традиционно считается мудрец Майян. Хотя в течение многих веков Васту использовалась в основном в планировке и дизайне культовых объектов, начиная со второй половины XX века Васту всё больше и больше применяется в гражданском строительстве. По сути она представляет собой смесь геометрии, философии, религии и астрологии.

## Происхождение
Васту‑шастра зародилась в Древней Индии. Система упоминается в Ведах, например в Ригведе, текст которой был составлен 3–3,5 тысячи лет назад. Много сведений о васту содержит древний индийский эпос «Махабхарата». По преданию, основателем васту‑шастры считается мудрец‑плотник Мамуни Майян, открывший её начала тысячи лет назад. Васту‑шастра считается записанной частью учения «васту‑видья» — более широкой индуистской системы рекомендаций по архитектуре и дизайну. Как письменный источник является одним из ряда трактатов по храмовому строительству, объединяемых общим названием Шилпа-шастра.

## Основные начала и понятия
Отправной точкой является мандала, своего рода геометрическая модель Вселенной, которая используется для концентрации внимания при медитации и для выхода в транс. Такую «карту» может образовывать как пространство жилища в целом, так и изображение на полу или стене. Направления в мандале связаны со стихиями.
Всего, согласно воззрениям индуистов, существует пять сфер энергии, или пять стихий: вода, воздух, огонь, земля и космос. Все они связаны как с частями тела, так и со сторонами света:
- северо‑восток — вода;
- юго‑восток — огонь;
- юго‑запад — земля;
- северо‑запад — воздух;
- середина — космос, Вселенная (эфир).

Считается, что в каждом участке земли живёт божество Васту Пуруша. По легенде, это был демон, пока боги не прижали его к земле и он сам не стал богом. Пуруша лежал головой в направлении северо‑востока, а ногами — на юго‑запад. По этой линии, согласно васту‑шастре, должна проходить диагональ дома.
Особое значение в васту также играют север («крыша мира») и восток (направление, откуда начинает движение солнце).
Кроме расположения дома, васту‑шастра также регламентирует планирование участка, пропорции здания, архитектурное оформление и убранство помещений.
Гармоничными формами (присущими стихии земли) считаются квадрат и прямоугольник, поэтому с точки зрения васту желательно, чтобы жилище было именно такой формы. Также правильное расположение дома относительно сторон света якобы не даёт различным недружественным элементам (например, огню и воде или земле и воздуху) сталкиваться между собой.

## См.также
- Шилпа-шастра
- Фэншуй